# Cabinet Mountains
Cabinet Mountains – pasmo górskie w USA, w łańcuchu Gór Skalistych, na granicy stanu Montana (71 proc. powierzchni) i stanu Idaho (29 proc. powierzchni). Należy do grupy pasm górskich Central Montana Rocky Mountains. Od północy graniczy z pasmami Purcell Mountains i Selkirk Mountains, od zachodu i południowego zachodu z pasmem Bitterroot Range od którego oddziela je rzeka Clark Fork.
Cabinet Mountains zajmują powierzchnię 5 527 km² i rozciągają się na długości 127 km z północy na południe i 110 km ze wschodu na zachód.
Pasmo zbudowane jest ze skał prekambryjskich. Najwyższa część pasma ma charakter alpejski. Znajdują się tu liczne jeziora, wodospady i kaniony.
Najwyższym szczytem Cabinet Mountains jest Snowshoe Peak (2663 m) w Montanie, natomiast najwyższym szczytem pasma leżącym w Idaho jest leżący na granicy stanów Scotchman Peaks (2137 m).
Inne ważniejsze szczyty to: A Peak (2632 m), Bockman Peak (2491 m), Elephant Peak (2420 m), Saint Paul Peak (2351 m), Treasure Mountain (2345 m), Ibex Peak (2340 m), Mount Snowy (2322 m), Big Loaf Mountain (2312 m) i Rock Peak (2311 m).
Większa część pasma porośnięta jest lasami. Żyją tu m.in. niedźwiedzie grizli, owce kanadyjskie, kozły śnieżne, orły przednie, niedźwiedzie czarne, rosomaki i łosie.
Największą miejscowością położoną w pobliżu pasma jest Libby.

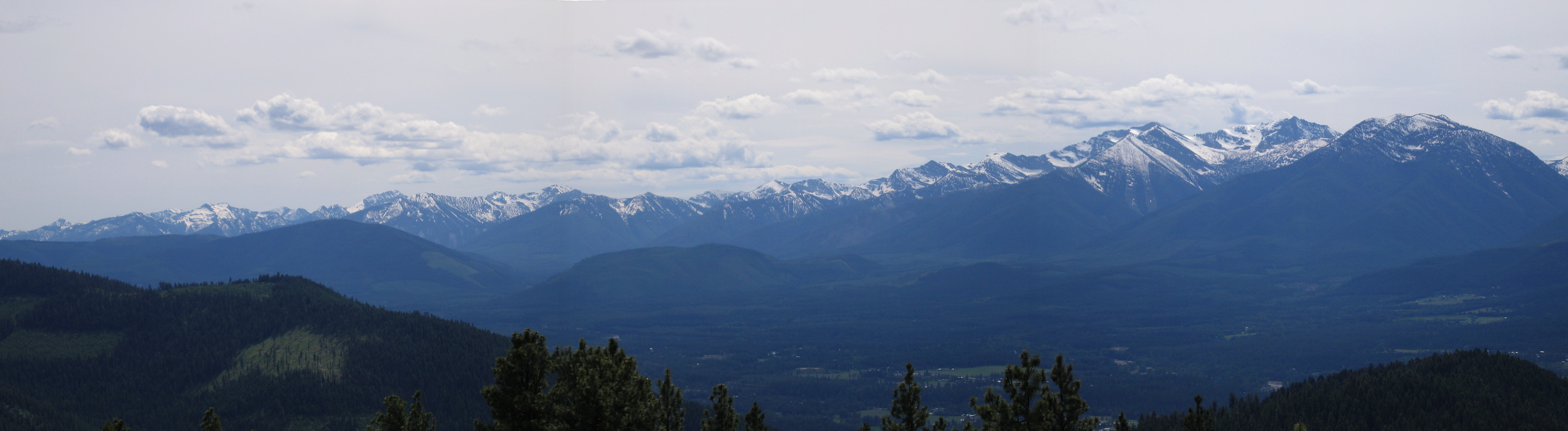
Południowa część pasma Cabinet Mountains widziana ze szczytu Swede Mountain w pobliżu Libby